# Archidendron globosum
Archidendron globosum är en ärtväxtart som först beskrevs av Carl Ludwig von Blume, och fick sitt nu gällande namn av Ivan Christian Nielsen. Archidendron globosum ingår i släktet Archidendron och familjen ärtväxter.

## Underarter
Arten delas in i följande underarter:
- A. g. globosum
- A. g. supra-axillare